# Goeblange
Goeblange är en ort i Luxemburg.   Den ligger i distriktet Luxemburg, i den sydvästra delen av landet, 13 kilometer nordväst om huvudstaden Luxemburg. Goeblange ligger 317 meter över havet och antalet invånare är 434.
Terrängen runt Goeblange är platt.  Runt Goeblange är det tätbefolkat, med 550 invånare per kvadratkilometer.. Närmaste större samhälle är Luxemburg, 13,5 kilometer sydost om Goeblange. 
Trakten runt Goeblange består till största delen av jordbruksmark.